# Замкова гора (Львів)
За́мкова гора́ (Княжа гора, гора «Високий Замок») — один з пагорбів у місті Львові, найвища точка міста — 413 м над рівнем моря. За австрійських часів її називали Пісковою горою, а після відвідин у 1851 році цісарем — горою Франца Йосифа.
На вершині розташований оглядовий майданчик, до якого веде спіральна пішохідна доріжка. Майданчик та доріжка освітлюються в темну пору доби.

## Історія

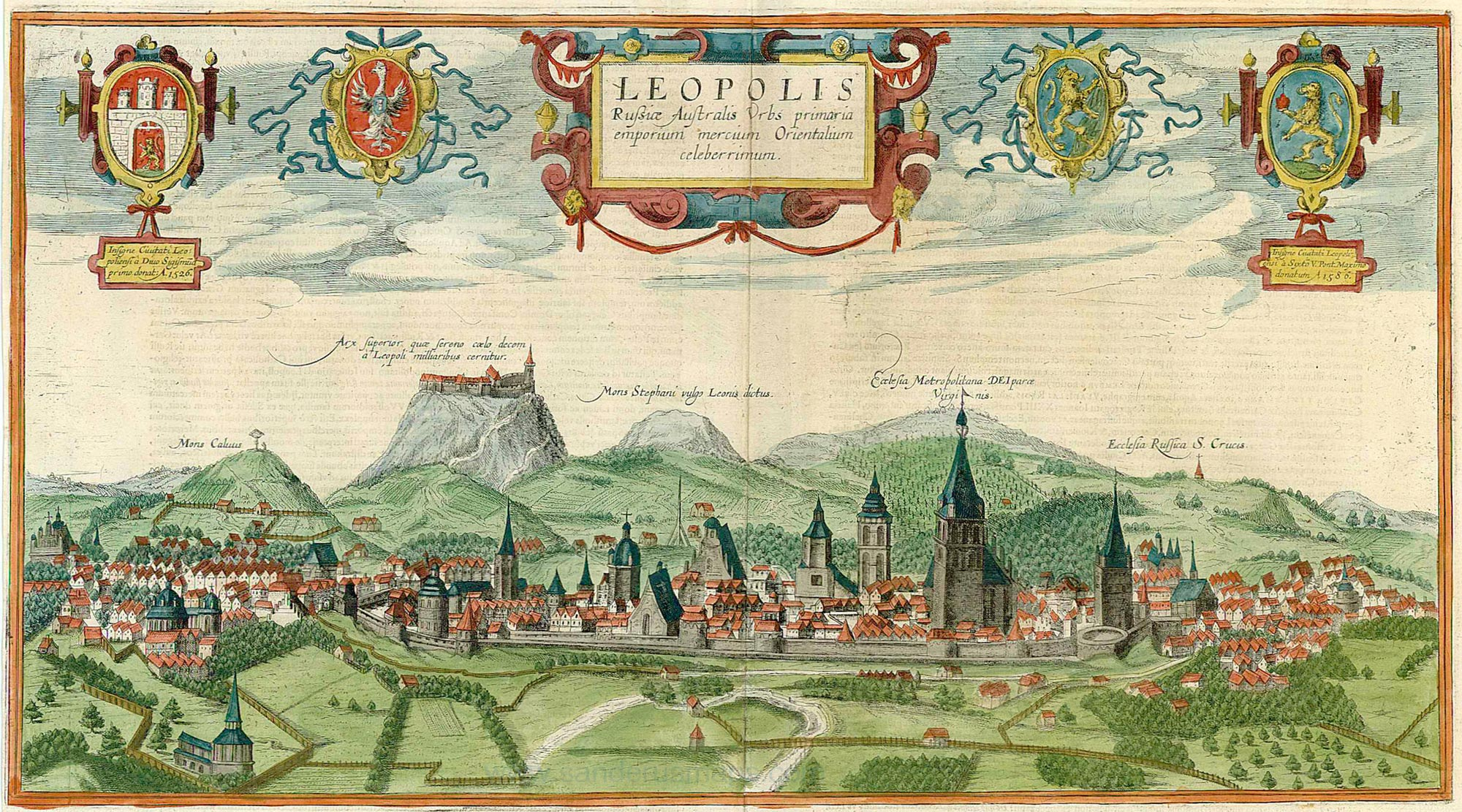
Панорама Гоґенберґа

За версією Івана Крип'якевича (опублікована в 1930-х), яку підтверджує панорама Гоґенберґа, стара Замкова гора — найвища з гір (пагорбів) Львова до початку робіт із заліснення схилів пагорбів, створення парку «Високий Замок» у 1830-х роках. 
У давні часи в цій місцевості відома назва «Будельниця», що могла позначати муроване укріплення княжих часів — оборонну вежу — «стовп», або ж княжий палац. У період готичного Львова ця назва трансформувалася в «Бідель».
1870 року під час розкопок було виявлено верству вугілля, попелу, під нею залишки дубових підвалин — ймовірно, залишок укріплень княжих часів; також черепи, крем'яні вістря, посуд з недопаленими кістками. Підвалини не досліджували, вони пропали безслідно.
Під час розкопок, проведених у 1950-х роках Олексієм Ратичем, виявлено основу круглої вежі, яку датують межею XII—XIII століть, себто періодом правління галицько-волинського князя Романа Мстиславича. Ймовірно, це була південно-західна вежа дерев'яної фортеці, що мала дві муровані вежі.
З історичних джерел відомо, що перша фортеця виникла на Замковій горі за часів галицько-волинського князя Лева Даниловича — Високий замок (на відміну від Низького замку на березі річки Полтви). За наказом польського короля Казимира III Високий замок вибудували з каменю. 
У 1648 році гору і замок здобули козацькі загони під проводом Максима Кривоноса. Під час штурму Львова шведським військом короля Карла XII замок уже ніхто не боронив і впродовж XVIII століття він поступово перетворився на руїну, камінь з яких у XIX столітті використовували для будівництва кам'яниць і мощення вулиць.
Прихильники краси міста в 1835—1839 роках обсадили гору деревами, кущами. 1845 року на терасі, яка з'явилася після засипання яру (з боку Княжої гори) між Замковою та Княжою, збудували кав'ярню.
За австрійських часів пагорб називали Пісковою горою (нім. Sandberg), а після того, як тут побував у 1851 році цісар — горою Франца Йосифа. Цісар побував тут і в 1855 році (увечері), коли також оглядав ілюмінацію на його честь.

Копець Люблінської унії (1915)

З 1869 року на горі почали насипати копець Люблінської унії. Його висота, за різними джерелами, коливається в межах 410—413 м над рівнем моря, а над підніжжям гори копець височіє (з боку Підзамча) на 150—160 м.

У парку «Високий Замок» близько півстоліття тому встановили пам'ятний камінь із написом: 
|  | 14 (24) жовтня 1648 року селянсько-козацькі загони під керівництвом героя визвольної війни полковника Максима Кривоноса розгромили військо польсько-шляхетських загарбників і здобули замок на цій горі. |

З нагоди 350-річчя цієї події були наміри використати цей пам'ятний знак як постамент для спорудження пам'ятника Максимові Кривоносу. Однак не знайшлося коштів для реалізації цього проєкту.

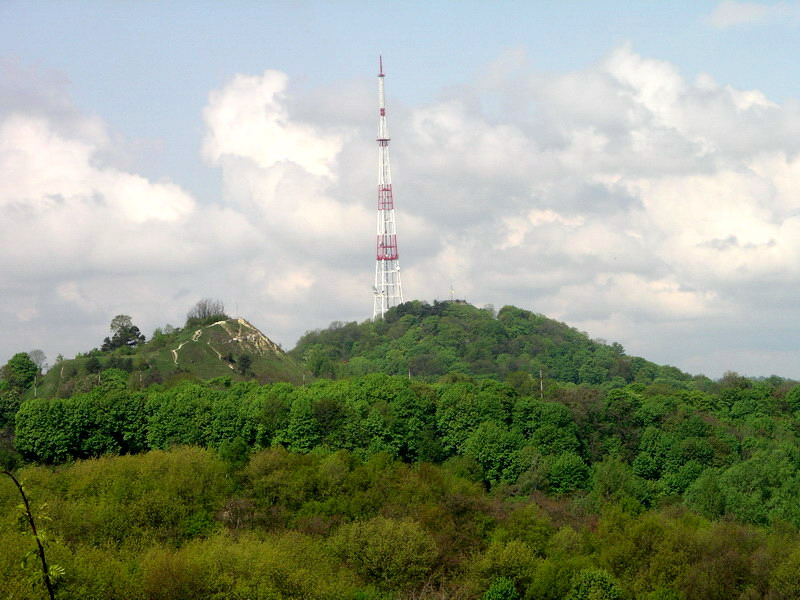
Сучасний вигляд Замкової гори (вигляд із місцевості Знесіння)

У 1883 році на нижній терасі гори з боку Папарівки було встановлено пам'ятний камінь на честь перемоги війська під проводом короля Яна III Собеського над татарським військом у 1675 році. Нині на цій занедбаній пам'ятці можна прочитати лише фрагменти напису польською мовою, повний текст якого був таким: 
|  | Р. Б. 1675, дня 24 серпня на Лисиницьких полях, які видно з цього узгір'я, Ян III Собеський, король польський, великий князь литовський та ін. на чолі 6000 польських лицарів розгромив 40000 татарську орду, що наступала на Львів. Вшановуючи пам'ять героїчного оборонця, Рада м. Львова в 200-ту річницю визволення Відня, 12 вересня 1883 р., поклала цей камінь. |

За радянських часів Високий Замок пробували називати Княжою горою.
Донедавна під копцем Люблінської унії стояла фігура лева Лоренцовича, що був пожертвуваний родиною Лоренцовичів і прикрашав стару львівську ратушу. Скульптуру забрали до Львівського історичного музею, де її мають відреставрувати.